# Dekanat Bolesławiec Zachód
Dekanat Bolesławiec Zachód – jeden z 28 dekanatów w rzymskokatolickiej diecezji legnickiej.

## Parafie
W skład dekanatu wchodzi 11 parafii:
- Parafia Matki Bożej Nieustającej Pomocy – Bolesławiec
- Parafia Matki Bożej Różańcowej – Bolesławiec
- Parafia Najświętszego Ciała i Krwi Chrystusa – Bolesławiec
- Parafia Najświętszego Serca Pana Jezusa – Bolesławiec
- Parafia Matki Bożej Częstochowskiej – Bożejowice
- Parafia Niepokalanego Serca Najświętszej Maryi Panny – Ławszowa
- Parafia św. Maksymiliana Marii Kolbe – Osiecznica
- Parafia św. Antoniego Padewskiego -  Parowa
- Parafia Zmartwychwstania Pańskiego  - Ruszów
- Parafia Stygmatów św. Franciszka z Asyżu – Tomisław
- Parafia Świętego Krzyża – Trzebień